# Pula (waluta)
Pula – podstawowa jednostka monetarna w Botswanie.  „Pula” dosłownie oznacza deszcz (deszcz jest w Botswanie, która leży na Kalahari, niezmiernie rzadki i cenny). Pula dzieli się na 100 tebe.
Banknoty: P10, P20, P50, P100, P200.
Monety: 5t, 10t, 25t, 50t, P1, P2, P5.